# Amina (Königin)
Amina (auch Aminat(o)u) war eine Heba (Königin), die im 15. oder 16. Jahrhundert über das Emirat Zazzau herrschte, einen der sieben Hausastaaten. Durch ihre Eroberungszüge stieg Zazzau (mit der gleichnamigen Hauptstadt auch bekannt als Zakzak, heute als Zaria) zum größten der bereits seit dem 8./9. Jahrhundert bestehenden Hausastaaten auf.

## Historizität und Quellenlage
Da die Chroniken der Hausakönige bei der Machtergreifung der Kalifen von Sokoto vernichtet wurden, setzen schriftliche Überlieferungen über Amina erst wesentlich später ein. Zahlreiche Details sind unter Historikern umstritten und werden zum Teil als Legenden betrachtet. Bereits zur Datierung ihrer Herrschaft gibt es in den im 19. Jahrhundert verfassten Quellen Uneinigkeit: Amina wird zwar nicht in den erst in den zu Beginn des 20. Jahrhunderts neu verfassten Chroniken von Zaria erwähnt, jedoch ihre Mutter Bakwa Turunku (Königin demnach von 1492 bis 1522). Die bereits wesentlich früher als die von Zaria verfasste Kano-Chronik, die auch nochmals ältere Quellen verwendet hatte, sieht in Amina dagegen eine Zeitgenossin des Herrschers Muhammad Dauda (1421–1438) und nennt eine Regierungszeit von 34 Jahren. Der Historiker Abdullahi Smith setzte den Beginn von Aminas Herrschaft hingegen, wie verschiedene weitere Kollegen, erst ins Jahr 1576 und datiert Aminas Tod auf ca. 1610; ihre Mutter hätte demnach bis 1566 gelebt.
Die früheste Quelle, die auf Aminas Wirken hinweisen könnte, ist eine 1573 erstellte Karte des Portugiesen Domingo Teixeira, die im Landesinneren Afrikas ein Gebiet als CASTELO DAMINA ausweist, was als Hinweis auf Aminas Bautätigkeit gedeutet wurde. Die früheste datierte Textquelle ist die 1836 erstellte Ifaq al-Maysur des Sultans von Sokoto, Mohammed Bello (1781–1837), der ihre einstige Bedeutung für das Land Hausa bekräftigte, ihm zufolge soll sie sogar „als erste(r) eine Regierung über Hausa“ errichtet haben. Sie wurde auch in den Chroniken von Kano erwähnt, die zwar erst im späten 19. Jahrhundert verfasst wurden, aber ältere Quellen verwendeten.

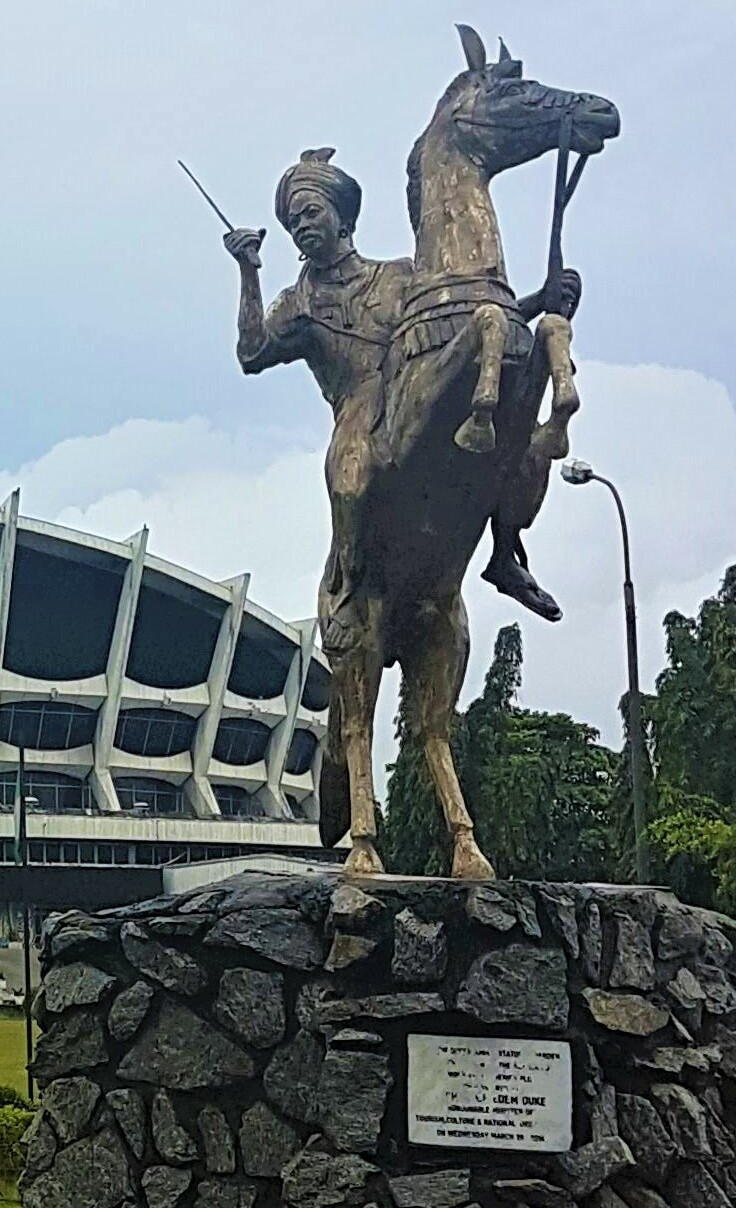
Reiterinnen-Standbild von Amina vor dem nigerianischen Nationaltheater in Lagos.

## Leben
Amina wurde als Tochter von Kronprinz Nikatau (später der 22. Herrscher von Zazzau) und der späteren Königin Bakwa Turunku geboren. Als Geschwister bekannt wurden die jüngere Lieblingsschwester der Mutter, Zaria, nach der die Hauptstadt umbenannt worden sein soll; sowie der Bruder Karami, welcher als Erbe des Vaters zum 23. Heba aufstieg.
Der Legende zufolge wuchs Amina am Hof der väterlichen Großeltern (Marka und Sarkin Nohir) auf und wurde von ihrem Großvater in die Staatskunst eingewiesen. Im Alter von 16 Jahren soll sie mit der Thronbesteigung ihres Vaters zur Magajiya (ungefähr: Kronprinzessin) ernannt worden sein, und somit heftig von anderen Fürsten umworben worden sein. Große Mengen an Stoffen und männlichen wie weiblichen Sklaven werden als Geschenke und Brautgebote genannt.
Vor ihr machte allerdings ihr Bruder sein Geburtsrecht geltend und wurde Herrscher des Landes; als Amtszeit werden zehn Jahre angegeben. Amina übernahm eine Führungsrolle im Militär und wurde die bedeutendste Kämpferin in der Kavallerie ihres Bruders. Ihr Geschick als einem Mann ebenbürtige militärische Führerin ging in die Orale Tradition des Landes ein.
Nach ihrem Bruder stieg nun Amina zur Herrscherin auf und führte fortan während ihrer gesamten Herrschaftsdauer Krieg gegen ihre Nachbarn, sofern diese sich nicht ihr unterwarfen und Tribut zahlten. Insbesondere die bislang bedeutendsten Hausa-Emirate Katsina und Kano, Zentren des Sklavenhandels mit den Arabern, wurden tributpflichtig. Sie unterwarf ferner die Völker von Nupe, Bauchi und Kwararafa. Die Größe ihres gut ausgebildeten Heeres wird mit 20.000 Fußsoldaten sowie 1000 Reitern angegeben.
Als ihr Todesort wird bei Bello ein Ort namens Attaagar genannt, welches im heutigen Idah vermutet wird. Ebenfalls geläufig als ihr Sterbeort ist Vom Jos.

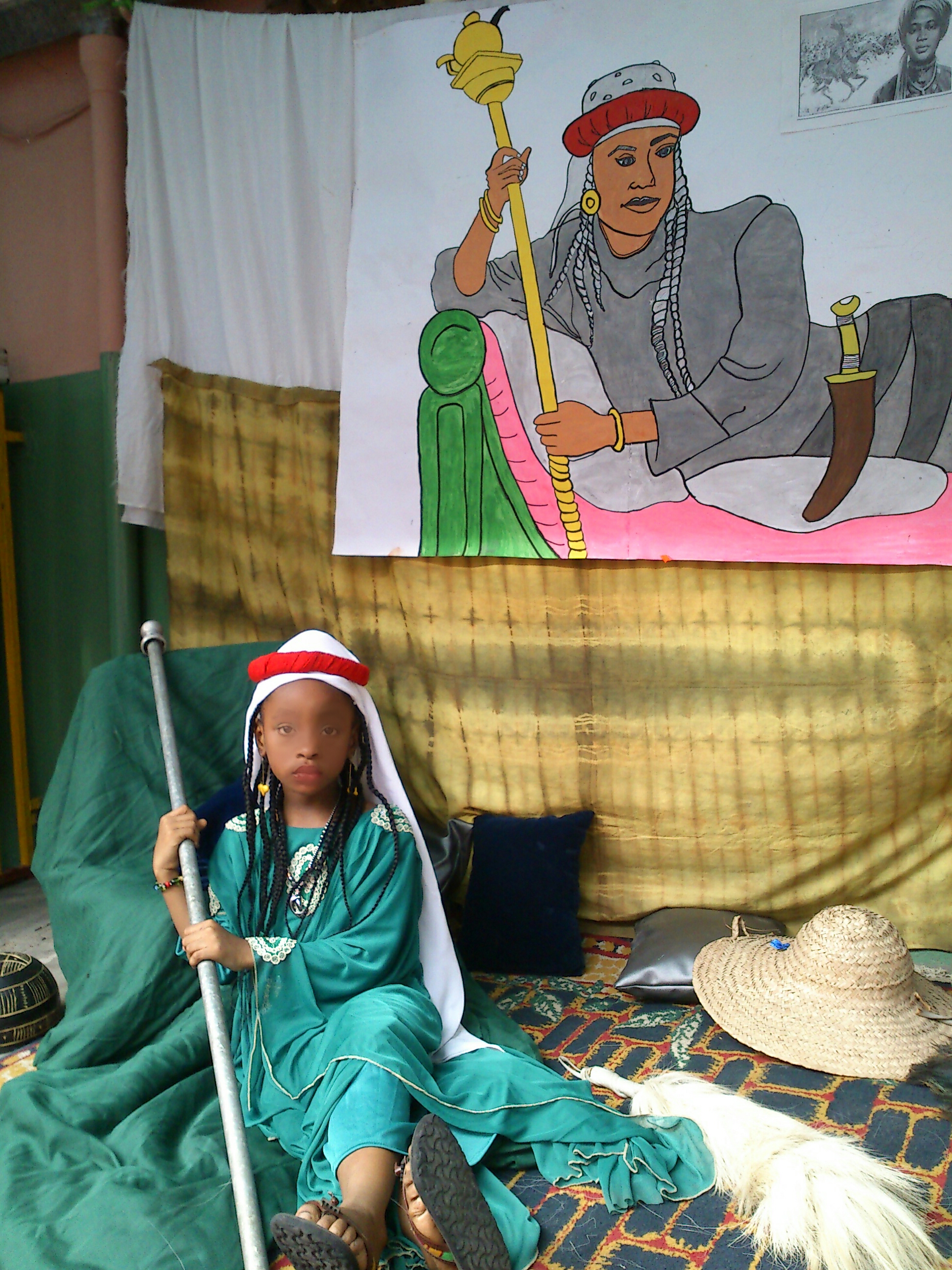
Junge Aminatou-Darstellerin vor einer Zeichnung der Königin, sowie (Ecke oben rechts) einer Reproduktion des Ölgemäldes von Erhabor Emokpae

## Nachwirkungen und Legenden
Es soll Amina gewesen sein, die zur Sicherung ihrer Städte Erd- und Steinwälle aufschütten ließ: solche als ganuwar amina (Mauern der Amina) bezeichneten Festungen wurden in der Region noch bis zur Ankunft der britischen Besatzer unterhalten und sind zum Teil immer noch vorhanden.
Aminas Einfluss wird die Einrichtung besserer Handelsrouten zugeschrieben (auch weil ihre Feldzüge sie bis ins heutige Nordmali führten), sowie die Verbreitung der Kolanuss-Kultivation.
Zu Aminas Liebesleben bildeten sich monströse Legenden, so soll sie in jeder unterworfenen Stadt einen Liebhaber genommen haben, welchen sie am nächsten Morgen habe umbringen lassen. Sie hatte keinen eigenen Kinder, angeblich weil sie die Heirat verweigerte und keine Familie unterhalten wollte.
Dass eine Frau Herrscherin war, hatte wohl keine unmittelbaren soziokulturellen Auswirkungen: Sie wurde zwar nach ihrem Tod als außergewöhnliche Kriegerin weithin gerühmt, doch der Einfluss von Frauen ging unter den vom arabischen Kulturraum beeinflussten Hausa-Herrschern langfristig und allmählich weiter zurück. Erst im 20. Jahrhundert wurde sie als Identifikationsfigur für nigerianische Frauen wiederentdeckt.